# Sojasun
Sojasun was een Franse wielerploeg. Het team bestond van 2009 tot en met 2013 en kwam uit in de continentale circuits. Het doel was een wildcard te verkrijgen voor de Ronde van Frankrijk 2010 maar de ploeg werd gepasseerd. De ploeg deed wel aan de Ronde van Frankrijk 2011, 2012 en 2013 mee. Tot en met 2012 was Saur hoofdsponsor.
Dit team moet echter niet worden verward worden met het team waar de hoofdsponsor van 2009, Besson Chaussures, in de periode van 1999 tot 2000 actief was.

## Grote rondes

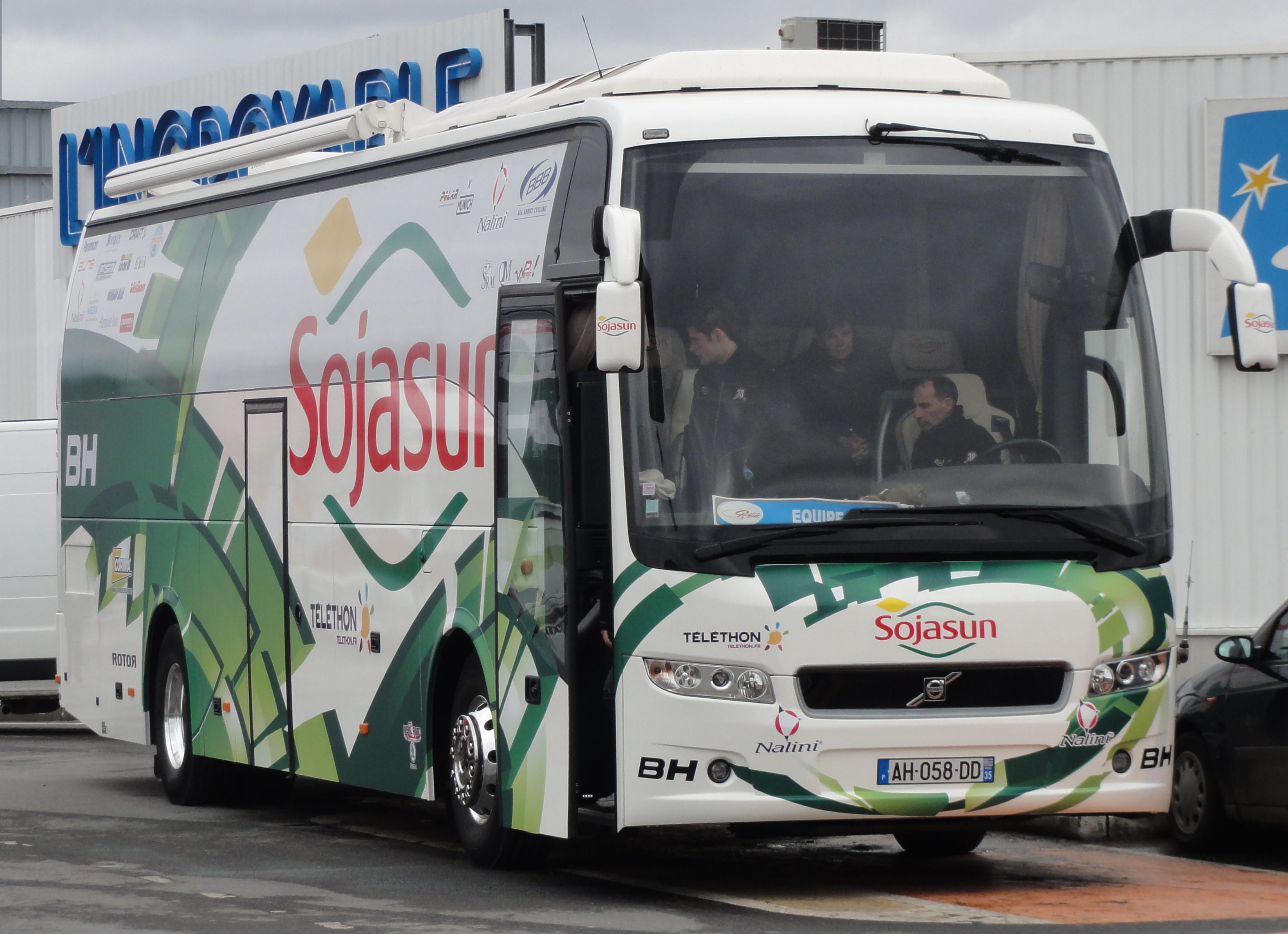
Ploegbus van Sojasun in de GP Denain van 2013

| Jaar | Ronde van Italië   | Ronde van Italië | Ronde van Frankrijk   | Ronde van Frankrijk | Ronde van Spanje   | Ronde van Spanje |
| Jaar | hoogste klassering | etappewinst      | hoogste klassering    | etappewinst         | hoogste klassering | etappewinst      |
| ---- | ------------------ | ---------------- | --------------------- | ------------------- | ------------------ | ---------------- |
| 2009 | geen deelname      | geen deelname    | geen deelname         | geen deelname       | geen deelname      | geen deelname    |
| 2010 | geen deelname      | geen deelname    | geen deelname         | geen deelname       | geen deelname      | geen deelname    |
| 2011 | geen deelname      | geen deelname    | 14e Jérôme Coppel     |                     | geen deelname      | geen deelname    |
| 2012 | geen deelname      | geen deelname    | 21e Jérôme Coppel     |                     | geen deelname      | geen deelname    |
| 2013 | geen deelname      | geen deelname    | 46e Alexis Vuillermoz |                     | geen deelname      | geen deelname    |

2009 · 2010 · 2011 · 2012 · 2013
Franse wielerploeg Sojasun: 2009–2013
Bessy ·
Casper ·
Coutouly ·
Engoulvent ·
Galland ·
Jeandesboz ·
Mangel ·
Marino ·
Mathéou ·
Morizot ·
Simon ·
Sinner ·
Talabardon · 
Delaplace (stagiair)
Bessy ·
Casper ·
Coppel · 
Coutouly ·
Delaplace ·
Engoulvent ·
Galland ·
Hivert ·
Jeandesboz ·
Joly ·
Lemoine ·
Levarlet ·
Mangel ·
Marino ·
Martias · 
Mathéou ·
Poulhiès ·
Simon ·
Talabardon · 
Laborie (stagiair) · 
Poux (stagiair) · 

Tortelier (stagiair)
Bessy ·
Casper ·
Coppel · 
Coyot ·
Delaplace ·
Engoulvent ·
Galland ·
Hivert ·
Jeandesboz ·
Joly ·
Laborie · 
Lemoine ·
Levarlet ·
Mangel ·
Marino ·
Martias · 
Mathéou ·
Paiani ·
Poulhiès ·
Poux · 
Simon ·
Talabardon · 
Turpin ·
Daniel (stagiair) · 
Renault (stagiair) · 
Tortelier (stagiair)
Bessy ·
Coppel · 
Coyot ·
Delaplace ·
Engoulvent ·
Feillu ·
Galland ·
Hivert ·
Jeandesboz ·
Laborie · 
Le Lay ·
Lemoine ·
Levarlet ·
Mangel ·
Marino ·
Martias · 
Méderel ·
Paiani ·
Poulhiès ·
Poux · 
Simon ·
Talabardon · 
Tortelier · 
Kéo (stagiair) ·
Renault (stagiair) · 
Vuillermoz (stagiair) 
Daniel ·
Delaplace ·
El Fares ·
Engoulvent ·
Feillu ·
Galland ·
Hivert ·
Jeandesboz ·
Laborie · 
Le Lay ·
Lemoine ·
Marino ·
Martias · 
Méderel ·
Paiani ·
Pauriol ·
Poux ·
Schmidt ·
Simon ·
Šiškevičius · 
Talabardon · 
Tortelier · 
Vuillermoz · 

Guay (stagiair)  